# جوناثان لينتون
جوناثان لينتون (بالإنجليزية: Jonathan Linton)‏ هو لاعب كرة قدم أمريكية أمريكي، ولد في 7 نوفمبر 1974 في ألينتاون في الولايات المتحدة.

## وصلات خارجية
- جوناثان لينتون على موقع مرجع كرة القدم المحترفة.كوم (الإنجليزية)